# 1032
سنة 1032 كانت سنة كبيسة تبدأ يوم السبت (الرابط يظهر نموذج التقويم الكامل للسنة) من التقويم اليولياني.

## مواليد
- أبو سنان الخفاجي
- ظهير الدولة أبراهيم بن مسعود سُلطان غزنوي

## وفيات
- بابا طاهر
- رودولف الثالث ملك بورغندي
- زكريا (بابا الإسكندرية)
- يوحنا التاسع عشر (بابا روما) بابا الكنيسة الرومانية الكاثوليكية
- أرسلان بن سلجوق